# فلوم
هارلی ادوارد استرتن (به انگلیسی: Harley Edward Streten؛ زادهٔ ۵ نوامبر ۱۹۹۱) که به‌طور حرفه‌ای با نام فلوم (به انگلیسی: Flume) شناخته می‌شود، دی‌جی و تهیه‌کنندهٔ موسیقی استرالیایی است. وی از سال ۲۰۰۸ میلادی تاکنون مشغول فعالیت بوده‌است.
اولین آلبوم وی با نام فلوم در ۹ نوامبر ۲۰۱۲ منتشر شد و در چارت استرالیا به رتبه یک دست یافت. فلوم ترانه‌های خواننده‌های مختلفی را ریمیکس کرده‌است که می‌توان به لرد، سم اسمیت، آرکید فایر و دیسکلوژر اشاره کرد. دومین آلبوم وی با نام پوست در ۲۷ مه ۲۰۱۶ منتشر شد و در جارت استرالیا اول شد و برنده جایزه گرمی برای بهترین آلبوم دنس/الکترونیک در سال ۲۰۱۷ (پنجاه و نهمین مراسم جایزه گرمی) شد. ترانه هیچ‌وقت کسی مثل تو از این آلبوم در سطح جهانی مورد توجه قرار گرفت و نامزد جایزه بهترین ترانه رقص شد.